# آيت مومو (كير المتوسط)
آيت مومو هو دُوَّار يقع بجماعة كير، إقليم ميدلت، جهة درعة تافيلالت في المملكة المغربية. ينتمي الدوّار لمشيخة كير المتوسط التي تضم 7 دواوير. يقدر عدد سكانه بـ 139 نسمة حسب الإحصاء الرسمي للسكان والسكنى لسنة 2004.

## وصلات خارجية
- البوابة الوطنية للجماعات الترابية
- المندوبية السامية للتخطيط